# Katabolisme
Katabolisme is het afbreken via een katabool reactiepad van grote moleculen in kleinere moleculen in de cel(len) van een organisme. Bij katabole afbraak komt naast warmte, chemische energie vrij, die het organisme gebruikt voor diverse lichaamsfuncties.

## Functie
Grote moleculen als polysachariden, lipiden, nucleïnezuren en proteïnen worden daarbij eerst via hydrolyse afgebroken in kleinere moleculen als monosachariden, vetzuren, nucleotiden en aminozuren. De grote moleculen worden polymeren genoemd en de kleinere moleculen monomeren. Sommige monomeren die als gevolg van het uiteenvallen van polymeren (depolymerisatie) ontstaan, worden door cellen als bouwstenen gebruikt om, via een anabool reactiepad, nieuwe polymeren te vormen (polymerisatie). Andere monomeren ondergaan verdere afbraak/katabolisme, waarbij metabolieten als melkzuur  (bij anaerobe dissimilatie, de onvolledige afbraak van glucose in de cellen), azijnzuur, of afvalproducten als koolstofdioxide (bij de celademhaling), ammoniak of ureum worden gevormd. De vrijkomende energie wordt grotendeels omgezet in warmte, terwijl een klein deel wordt gebruikt voor de synthese (aanmaak) van adenosinetrifosfaat. Dit molecuul zorgt ervoor dat de bij katabolisme vrijgekomen chemische energie die niet verloren gaat als warmte, wordt gebruikt voor anabole reacties. Zo houdt katabolisme het proces van anabolisme in stand: direct, door de monomeren, gevormd bij depolymerisatie, die weer als bouwstenen voor nieuwe polymeren dienen; indirect, door de chemische energie die vrijkomt en bij de nieuwe polymerisatie wordt ingezet.

## Controle
Katabole reacties worden in de eerste plaats aangestuurd door hormonen en de moleculen die bij het proces betrokken zijn. Sinds het begin van de 20e eeuw zijn vooral cortisol, glucagon, adrenaline en enkele andere catecholaminen bekend als hormonen die een katabool proces in gang zetten. De laatste tijd worden er steeds meer hormonen ontdekt die althans tot op zekere hoogte hetzelfde effect hebben, zoals cytokine, orexine, hypocretine en melatonine.

## Voorbeelden
Voorbeelden van katabole processen zijn glycolyse, de citroenzuurcyclus, het afbreken van spiereiwitten waarbij aminozuren worden gevormd (die op hun beurt als substraat voor gluconeogenese of het verder afbreken van vet tot vetzuur dienen).